# Kirkcaldy
Kirkcaldy er en by i det østlige Skotland, med et indbyggertal (pr. 2006) på cirka 48.000. Byen ligger i countyet Fife, på kysten til Nordsøen.
Byen rummer Kirkcaldy Galleries, der har udstilling om byens historie og kunst. Derudover findes  Adam Smith Theatre. Byens tre største parker er Beveridge Park, Ravenscraig Park og Dunnikier Park.
Kirkcaldy railway station er et stop på Fife Circle Line og East Coast Main Line.